# كيلينغ بايتس
كيلينغ بايتس (باليابانية: キリングバイツ، بالروماجي: Kiringu Baitsu) هي سلسلة مانغا يابانية من تأليف شينيا موراتا ورسم كازواسا سوميتا، نشرت من قبل Hero's Inc في مجلة Monthly Hero's، منذ 30 نوفمبر عام 2013. أنتجت إلى مسلسل أنمي تلفزيوني من إنتاج ليدين فيلمز، عرض الأنمي في 13 يناير عام 2018 واستمر عرضه حتى 31 مارس عام 2018، وتكون 12 حلقة.

## القصة
تدور أحداث القصة عن طالب جامعي اسمه يويا نوموتو، الذي يلتقي بفتاة غامضة تدعى هيتومي، في منشأة مهجورة للنفايات، يشعر يويا بالصدمة عندما تراها تتحول إلى وحش وتقاتل وحش آخر على شكل أسد.

## الشخصيات
هيتومي أوزاكي (باليابانية: 宇崎 瞳، بالروماجي: Uzaki Hitomi)
أداء صوتي: سورا أماميا
يويا نوموتو (باليابانية: 野本 裕也، بالروماجي: Nomoto Yūya)
أداء صوتي: واتارو هاتانو
إيروزا ناكانيشي (باليابانية: 中西 獲座، بالروماجي: Nakanishi Eruza)
أداء صوتي: مآيا أوتشيدا
أوي إينابا (باليابانية: 稲葉 初، بالروماجي: Inaba Ui)
أداء صوتي: سوميري أويساكا
إيتشينوسوكي أوكاجيما (باليابانية: 岡島 壱之助، بالروماجي: Okajima Ichinosuke)
أداء صوتي: تورو أوكاوا
تايغا ناكانيشي (باليابانية: 中西 獲座، بالروماجي: Nakanishi Taiga)
أداء صوتي: يويتشي ناكامورا
ماي شينوزاكي (باليابانية: 篠崎 舞، بالروماجي: Shinozaki Mai)
أداء صوتي: تشيناتسو أكاساكي
ريتشي شيدو (باليابانية: 祠堂 零一، بالروماجي: Shidō Reiichi)
أداء صوتي: ريكيا كوياما
بوري إينوي (باليابانية: 戌井 純، بالروماجي: Inui Pyua)
أداء صوتي: مينامي تاناكا
يوكو ميتسوكادو (باليابانية: 三門 陽湖، بالروماجي: Mitsukado Yōko)
أداء صوتي: ميغومي هان
كاوري ريكوجي (باليابانية: 六条 香織، بالروماجي: Rikujō Kaori)
أداء صوتي: يو أساكاوا
كايدي كازاما (باليابانية: 風間 楓، بالروماجي: Kazama Kaede)
أداء صوتي: تاكاكو هوندا
يوزان ميتسوكادو (باليابانية: 三門 陽参، بالروماجي: Mitsukado Yōzan)
أداء صوتي: هيديكاتسو شيباتا
أوشي نودوغورو (باليابانية: 乃塒 押絵، بالروماجي: Nodoguro Oshie)
أداء صوتي: ساياكا هارادا
تاكيشي كيدو (باليابانية: 城戸 剛، بالروماجي: Kido Takeshi)
أداء صوتي: ريوكان كوياناغي
شوتا يابي (باليابانية: 矢部 正太، بالروماجي: Yabe Shōta)
أداء صوتي: يوسكي كوباياشي
جيرومي هونغو (باليابانية: ジェロム 本郷، بالروماجي: Jeromu Hongō)
أداء صوتي: تاكيتورا
دين أونوما (باليابانية: 大沼 電، بالروماجي: Ōnuma Den)
{{أداء صوتي|هيرويوكي يوشينو
ريوجي شينا (باليابانية: 椎名 竜次، بالروماجي: Shiina Ryūji)
أداء صوتي: كاتسويوكي كونيشي
يوغو تاني (باليابانية: 谷 優牛، بالروماجي: Tani Yūgo)
أداء صوتي: يوكي أونو

## وصلات خارجية
- موقع المانغا الرسمي نسخة محفوظة 12 أكتوبر 2017 على موقع واي باك مشين. (باليابانية)
- موقع الأنمي الرسمي (باليابانية)
- كيلينغ بايتس على موقع ANN manga (الإنجليزية)